# Dan Snaith

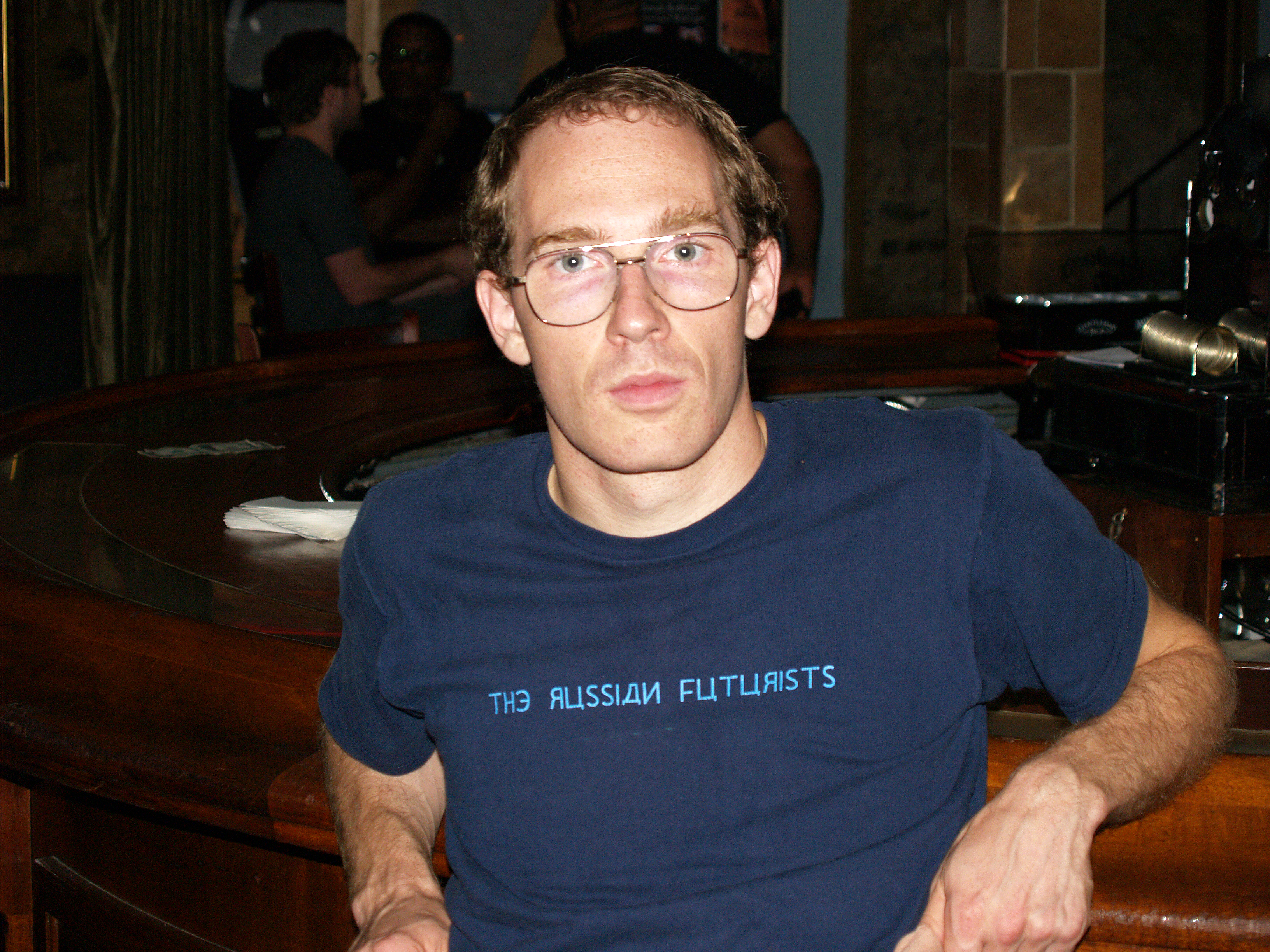
Dan Snaith

Dan Snaith (1978), ook onder meer bekend als Manitoba, Caribou en Daphni, is een Canadese artiest. Snaith combineert elektronische muziek met indierock en jazz en wordt gerekend tot de stroming New Weird America. Hij brak door met zijn album Up in Flames uit 2003.
Snaith, woonachtig in Londen, bracht aanvankelijk enkele albums uit onder de naam Manitoba, maar een medeartiest – een punkzanger bekend onder het pseudoniem Richard Manitoba – dwong hem ertoe een andere naam te kiezen. Snaith neemt al zijn albums alleen op. Live wordt hij bijgestaan door drie bevriende sessie-musici, onder wie John Schmersal van Enon.

## Discografie als Manitoba
- Paul's Birthday (single 2001, Leaf)
- Give'r (ep 2001, Leaf)
- Start Breaking My Heart (studioalbum 2002, Leaf)
- Up in Flames (studioalbum 2003, Leaf)
- Jacknuggeted (single 2003, Leaf)
- Hendrix with Ko (single 2003, Leaf)

- Bibliothèque nationale de France: cb155869082 (data)
- Gemeinsame Normdatei: 135492505
- International Standard Name Identifier: 0000 0001 1080 4203
- Library of Congress Control Number: no2006036744
- MusicBrainz: 20ffdffa-9e17-4968-98ca-3434064b00bb
- Virtual International Authority File: 106458137